# Acer pycnanthum
Acer pycnanthum — вид клена, який походить з Японії та завезений до Кореї. Дерево зазвичай близько 20 м, досягає 30 м, воліє рости в реліктових гірських заболочених місцях. Цвіте в квітні, до появи листя. Хоча воно вважається вразливим у своєму рідному середовищі існування, воно знайшло деяке застосування як вуличне дерево та є офіційним деревом ряду японських муніципалітетів і префектури Айті.
Acer pycnanthum — дводомний клен, з окремими чоловічими й жіночими квітками. Кора сіра з поздовжніми тріщинами, що іноді надає кошлатий вигляд. Листя, які навесні набувають бронзово-зелений колір, неглибоко лопатеві та мають білуватий наліт на нижній стороні. Восени вони стають жовтими, оранжевими, червоними та пурпурними. 
Вид схожий на менший Acer rubrum.

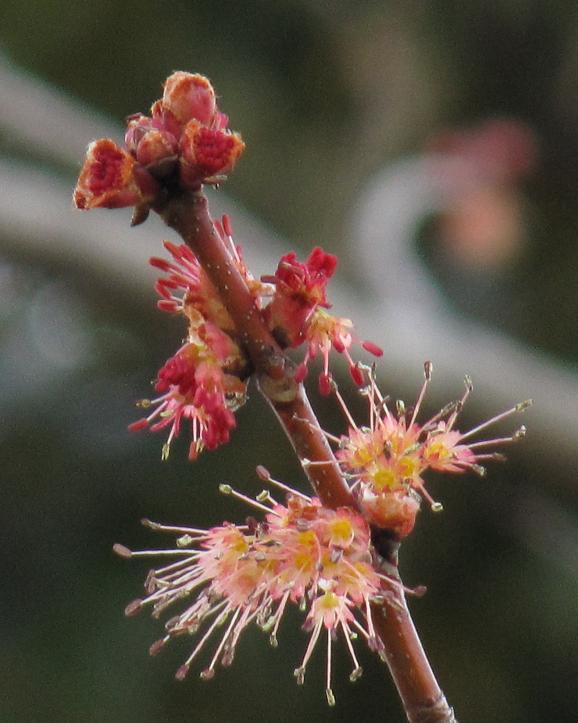
Весняні квіти та бруньки листя
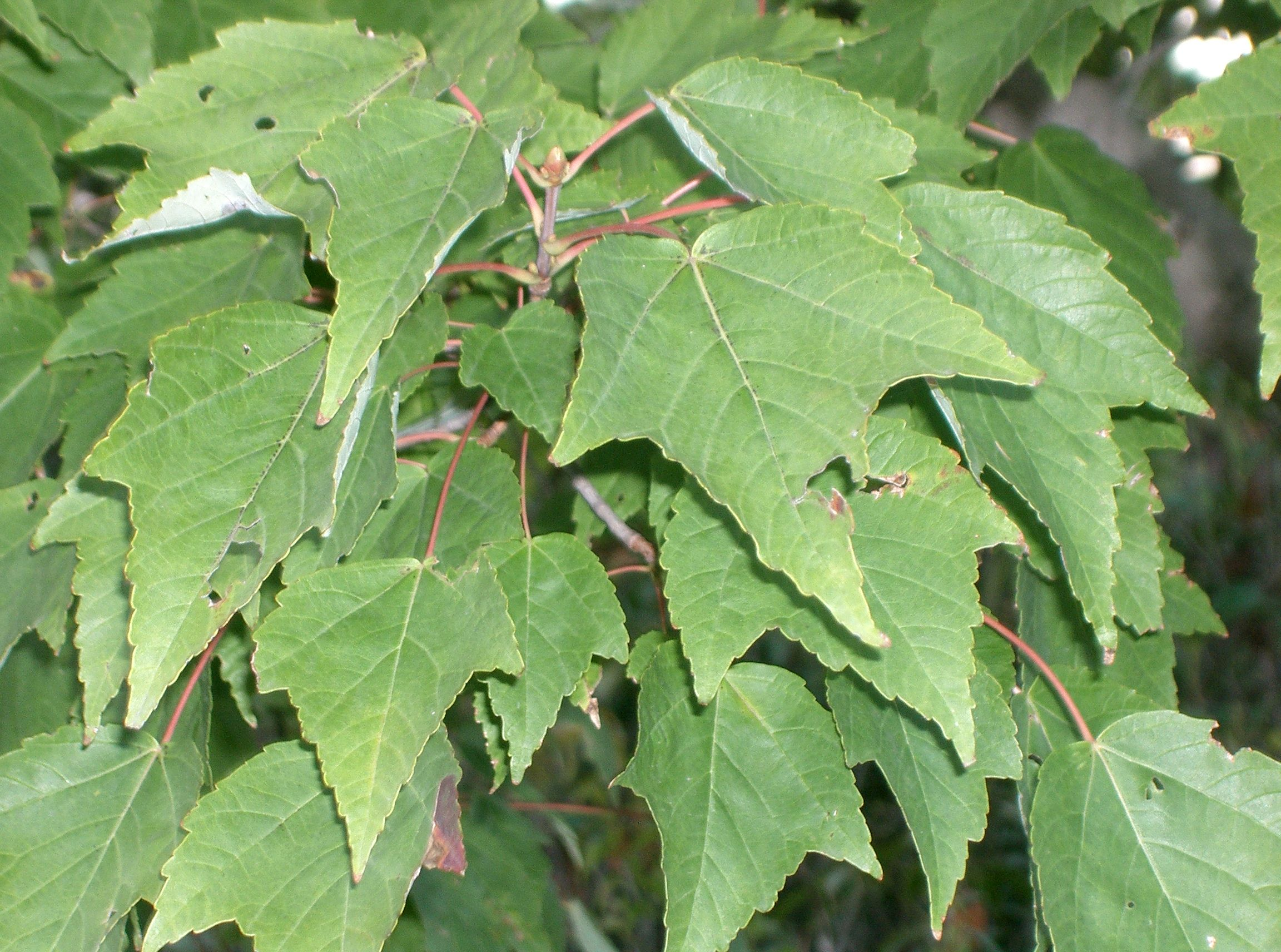
Листя